# Van Laack
Van Laack — немецкая компания, производитель одежды.
В 1881 году Генрих ван Лаак предложил своим партнерам организовать производство дорогих сорочек в  и основал компанию Van Laack. Сейчас компания является одним из мировых лидеров по производству мужских сорочек и женских блузок. Кроме того, Van Laack производит и продает мужскую и женскую одежду, костюмы, галстуки, аксессуары. 

## История и современность
…Представьте себе такую картину: в здании старой постройки, где-то на северо-западе Германии, склонились над тканью полтысячи лучших швей. …раз и навсегда прописаны очень важные цифры.
50 сантиметров тончайшей нити, вытянутой из каждой хлопковой коробочки. 7 сорочек в смену — каждая шьется вручную. 8 стежков в каждом сантиметре красивого бисерного шва. 160 — чтобы обметать каждую петлю на сорочке. Если речь идет о петлях на манжете — 210 стежков. И наконец, 10 пунктов контроля качества в конце рабочего дня. Чисто немецкая педантичность, приносящая хороший доход…
…Полотно для сорочек ткут только из длинноштапельного хлопка сорта Си-Айленд, который экспортируют из Южной Каролины. Ткань из него настолько тонкая, что кажется шелковой на ощупь, да и гладить её легко. 

Эксклюзивная одежда тем и хороша, что шьется не на потоке. Белошвейки из Мёнхенгладбаха всегда кроят свои сорочки «в один лист», а детали стачивают под определенным углом друг к другу, чтобы швы были мягкими. …Если у сорочки Van Laack отогнуть воротничок, можно подумать, что портниха схалтурила. Его нижняя сторона — вся в сборочку, как будто не проглажена. Но как раз благодаря этим «замятинам» воротник не натирает шею.
Ну а официальный документ сорочки от Van Laack — фирменный желто-голубой вензель в виде короны, вышитый шелковистыми нитками на манжете. Это как королевская печать. Ни с чем не перепутать.
Компания была основана немцем (голландского происхождения) Генрихом ван Лааком с двумя партнерами Вильгельмом Шмитцем и Густавом Эльтшигом в 1881 году, когда в Берлине открылась фабрика по производству мужских сорочек высшего качества.
В 1953 году марку приобретает предприниматель Генрих Гоффманн, и переносит производство из Берлина в Мёнхенгладбах. Компания получает новые возможности роста на фоне общей стагнации и послевоенного кризиса в Германии. Экономическое чудо Западной Германии — это и восстановление предприятия van Laack. В 1970 году бизнес перешел Рольфу Гоффману, который в 1972 году выпустил первую коллекцию женских блузок. 
В 2002 году компанию покупает немецкий предприниматель Кристиан фон Даниэльс. Кристиан вводит в систему управления компанией принцип партнерства. Появляется идея ещё большего повышения качества производимых компанией мужских сорочек.
К 2005 году количество фирменных магазинов по всему миру доходит до 80, компания констатирует своё присутствие на всех пяти континентах Земли. В 2006 году компания отмечает своё 125-летие, открывая логистический центр в азиатском регионе, во Вьетнамском городе Ханое.

## Производимые линии сорочек
В настоящее время компания предлагает несколько линий сорочек:
Meisterwerk - эксклюзивные сорочки с элементами ручной работы 
Royal — классическая деловая линия 
Made to Measure - услуга индивидуального пошива сорочек
Van Laack предлагает три кроя сорочек:
Regular fit - стандартный крой
Tailor fit - приталенный крой 
Slim fit - узкий крой

## Интересные факты
- Пуговицы на рубашках изготавливают вручную из маркассарского перламутра.
- Пуговицы на рубашках имеют три отверстия, вместо двух или четырёх[3]
- Рубашки имеют восемь стежков в одном сантиметре шва[3]